# Liana Dumitrescu
Liana Dumitrescu (n. 20 ianuarie 1973, Craiova, România – d. 27 ianuarie 2011, București, România) a fost un politician român de etnie macedoneană, reprezentant al acestei minorități în Parlamentul României în legislaturile 2004-2008 și 2008-2012. În legislatura 2004-2008, Liana Dumitrescu a fost membru în grupurile parlamentare de prietenie cu Regatul Bahrein, Republica Algeriană Democratică și Populară, Regatul Unit al Marii Britanii și Irlandei de Nord, Republica Socialistă Vietnam și Republica Macedonia.  În legislatura 2008-2012, Liana Dumitrescu a fost membru în grupurile parlamentare de prietenie cu Republica Macedonia, Regatul Unit al Marii Britanii și Irlandei de Nord și Republica Populară Chineză.   
Din 2008, Liana Dumitrescu, de profesie jurist, a fost deputat de Neamț, din partea Asociației Macedonenilor din România, din 2003, fiind vicepreședinte al acestei asociații. A murit la spitalul Elias din București în urma unui stop cardiac.